# Bande dessinée autobiographique

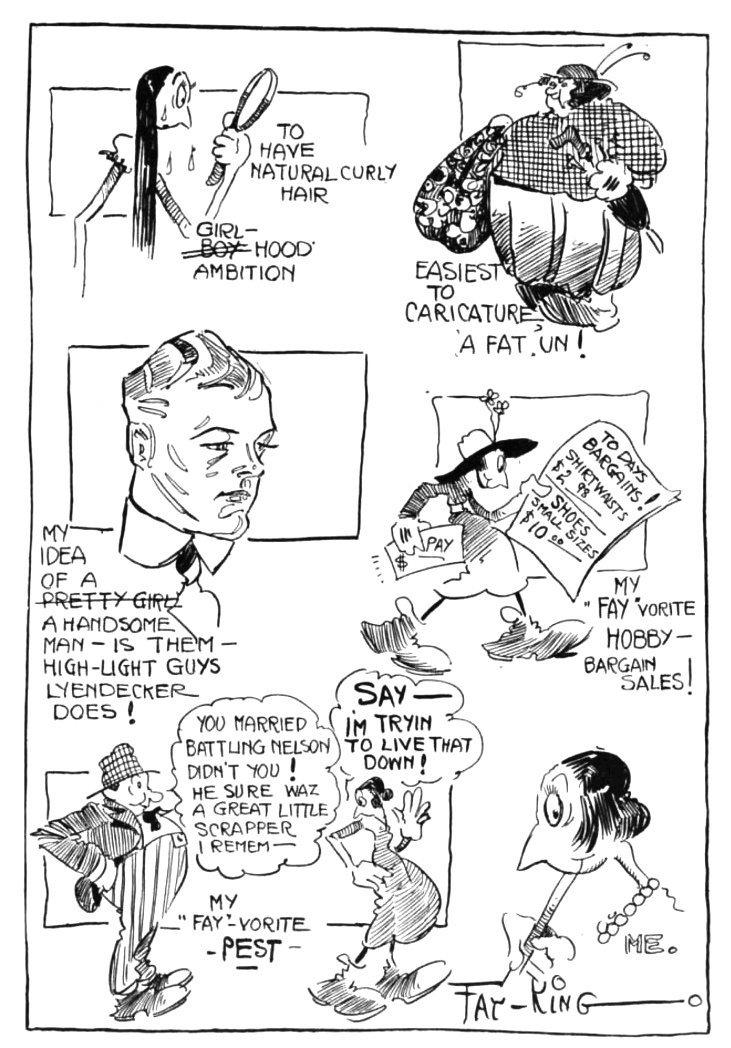
Un exemple de bande dessinée autobiographique : Confession du dessinateur, 1918

Une bande dessinée  autobiographique est une bande dessinée dans laquelle l'auteur utilise sa vie comme sujet de l'histoire, que ce soit par exemplarité, de manière réflexive ou par pure volonté de monstration.

## Historique
Une des premières bandes dessinées de ce genre est celle que publie au début du XXe siècle l'auteure Fay King sous forme de comic strips illustrant des textes qu'elle écrit pour des journaux de William Randolph Hearst. Cet ensemble lui permet de présenter des éléments de sa vie et ses opinions. Apparue au milieu des années 1960 au Japon (Yoshiharu Tsuge), elle y reste un genre peu développé. Vers la fin de la même décennie, aux États-Unis, les dessinateurs underground se servent de leur vie pour explorer leur conscience ; Harvey Pekar (1976) puis Eddie Campbell (1981) décrivent de manière très précise leur vie ; Chester Brown, Robert Crumb ou Seth poursuivent dans la même veine à la fin des années 1980 avant que l'autobiographie ne devienne un classique de l'édition indépendante.
En Europe, le genre arrive plus tardivement : initié par Christian Binet et Carlos Giménez dans Fluide glacial au début des années 1980, il ne se développe qu'à la fin des années 1980, autour d'auteurs inspirés par les principes de Futuropolis[réf. nécessaire] et de l'underground américain, tels que Edmond Baudoin, Jean-Christophe Menu, Lewis Trondheim. David B. puis Marjane Satrapi publient les deux premières autobiographies à succès, tandis qu'avec son Journal, Fabrice Neaud entreprend une entreprise inédite d'étude de soi. De très rare, l'autobiographie devient alors très fréquente, phénomène qui s'amplifie à l'échelle mondiale au milieu des années 2000 avec l'apparition des blogs BD.
En 1972 paraît le premier comics autobiographique intitulé Binky Brown rencontre la Vierge Marie. Écrite et dessinée par Justin Green, dessinateur underground, cette bande dessinée retrace les difficultés psychologiques (qualifiées de névrotiques par Green) éprouvées par celui-ci durant son adolescence et qu'il lie à son éducation catholique.   

## Liste d'autobiographies
Dans l'ordre chronologique :
- Mangaka Zankoku Monogatari, de Shinji Nagashima (Japon, 1961)
- American Splendor, d'Harvey Pekar (États-Unis, depuis 1976)
- Maus est en fait une biographie du père de l'auteur, entrecoupée de scènes vécues par l'auteur, Art Spiegelman (États-Unis, 1978-1988)
- Mes problèmes avec les femmes, de Robert Crumb (États-Unis, années 1980)
- L'Institution, de Christian Binet (France, 1983)
- L'Homme sans talent, de Yoshiharu Tsuge (Japon, 1985)
- Le rêveur, Au cœur de la tempête, Mon dernier jour au Viêt Nam, de Will Eisner (États-Unis, 1986-2000)
- Krokrodile Comix de Mattt Konture, suivi du Jambon Blindé et de ses Auto-psy d'un mort-vivant (France, depuis 1988)
- The Playboy: A Comic Book, I Never Liked You, de Chester Brown (Canada, 1990-1994)
- Palookaville, de Seth (Canada, 1991-2004)
- Approximativement et les divers carnets de Lewis Trondheim (France, depuis 1993)
- Une vie dans les marges, de Yoshihiro Tatsumi (Japon, 1995-2006)
- Livret de Phamille, de Jean-Christophe Menu (France, 1995)
- Peep Show de Joe Matt (États-Unis, 1995)
- L'Ascension du Haut Mal, de David B. (France, 1996-2003)
- Journal, de Fabrice Neaud (France, 1996-2002)
- Rocky, de Martin Kellerman (Suède, 1998)
- Quartier lointain, de Jirō Taniguchi (Japon, 1998-1999)
- Persepolis, de Marjane Satrapi (Iran/France, 2000-2003)
- Shenzhen, Pyongyang, Chroniques birmanes, Chroniques de Jérusalem de Guy Delisle (France, 2000, 2003, 2007, 2011)
- Pilules bleues, de Frederik Peeters (Suisse, 2001)
- Blankets, manteau de neige, de Craig Thompson (États-Unis, 2003)
- Héros, de Flix (Allemagne, 2003)
- Remember, de Benjamin (Chine, 2004)
- Journal d'une disparition, d'Hideo Azuma (Japon, 2005)
- Marzi, de Marzena Sowa et Sylvain Savoia (France, 2005-2016)
- Fun Home, d'Alison Bechdel (États-Unis, 2006)
- Ma mère était une très belle femme, de Karlien de Villiers (Afrique du Sud, 2007)
- Les Ignorants, d'Étienne Davodeau (France, 2011)
- L'Arabe du futur, de Riad Sattouf (France, depuis 2014)
- Ce n'est pas toi que j'attendais, de Fabien Toulmé (France, 2014)
- Mauvaises filles, d'Ancco (Corée du Sud, 2016)
- Élise et les Nouveaux Partisans, de Dominique Grange (France, 2021)